# Димитрије Коларовић
Димитрије Мита Коларовић (Земун, 15. јануар 1839 — Влашко Поље код Младеновца, 27. октобар 1899) био је српски глумац, признати комичар Народног позоришта у Београду у другој половини 19. века. Био је муж једне од првих званичних примадона Народног позоришта, Љубице Коларовић и отац чувене првакиње овога позоришта, Зорке Тодосић.

## Биографија

### Детињство и младост
Димитрије Коларовић рођен је у Земуну, у породици Тимотеуса (Тимотија) и Екатерине Коларидес. Све школе је похађао у Земуну (три разреда српске школе, нормална немачка школа и два разреда реалке, како сам бележи у молби за ангажман у београдском Народном позоришту, 1868). Говорио је немачки језик. Почео се заносити позориштем као земунски дилетант (свакако 1860). Краће време је боравио у дружини Јована Кнежевића.

### Професионални рад у позоришту
Члан новосадског Српског народног позоришта постао је 8. новембра 1861. године, током гостовања овог позоришта у Вуковару. Оженио се Љубицом, једном од ћерки поп-Луке Поповића, чији ће потомци припадати оној тако заслужној и чувеној „глумачкој династији”.
Димитрије Коларовић запамћен је као човек врло незгодне нарави, напрасит, нетрпељив, који се „често опијао, свађао и тукао”. Отпуштен је из Позоришта 26. априла 1863. због физичког напада на Лазу Телечког. У знак побуне, с њим је из дружине иступило још петоро чланова, међу њима и његова жена Љубица. Од јула до октобра 1863. саставио је властиту дружину, коју су осим њега и Љубице сачињавали и Љубицине сестре Драгиња Ружић и Софија Вујић и зет Димитрије Ружић. Са овом дружином Димитрије је приредио низ представа, а затим су он и Љубица привремено (од 1. маја 1863. до 1. априла 1864) нашли ангажман у Хрватском народном казалишту у Загребу, где је Димитрије требало да замени комичара Фрању Фрајденрајха. Након те „кратке дисиденције” покајнички се, 1. маја 1864. вратио у Српско народно позориште. Међутим, због још једног тешког прекршаја, овог пута сукоба са глумцима Рашићем и Шкорићем, Управни одбор Позоришта 19. септембра 1865. отпушта из ангажмана и њега и Љубицу. Ова одлука је, на молбу 63 потписана сомборска грађанина, у фебруару 1865. суспендована до првог ма и најмањег Коларовићевог испада. Последњи пут се вратио сцени Српског народног позоришта 23. октобра 1867. где је остао до 26. септембра 1868.
За редовног члана београдског Народног позоришта изабран је 17. августа 1868. године, али се на дужност јавио тек у октобру 1868. Био је редован члан Народног позоришта од 1. октобра 1868. до средине октобра 1881. године, с прекидом од 10. јуна 1873. до 7. марта 1874, за које време је наступао с супругом Љубицом најпре у дружини Ђорђа Пелеша, у арени Вајфертове пиваре, а зиму 1873/74. обоје су провели у Шапцу у трупи Милоша Цветића и Ђуре Рајковића. Ни у Београду се својим понашањем Димитрије није прилагодио окружењу, па је и Милорад П. Шапчанин, тадашњи управник Народног позоришта, био принуђен да га, због свакојаких изгреда и насилништва, октобра 1881. године отпусти, заједно са супругом Љубицом. Обоје поново одлазе у Хрватско народно казалиште и од 27. октобра 1881. до 14. маја 1882. наступају на загребачкој сцени. али се већ маја 1882. поново појављују на београдској позорници. Због проблема са видом (слепила изазваног плинским осветљењем београдске сцене) Љубица је новембра 1882 пензионисана, а Димитрије је 3. септембра 1885. прославио двадесетпетогодишњицу уметничког рада као Ујак Макдоналд у представи Библиотекар Густава Мозера. После тога се сасвим повукао са сцене.
Димитрије Коларовић Играо је, према забелешци Ј. Ђорђевића, „стручно комичне старце, а употребљаван је био и у другима струкама рола у драми и трагедији”. Био је несумњиво даровит комичар. Нарочито се истакао као Чича Мија (Стари бака и његов син хусар Јожефа Сигетија), Гризингер (Доктор Клаус Адолфа Ларонжа) и Панта (Шаран Јована Јовановића Змаја). Подједнако изразито је приказивао доброћудне и комичне људе као и интриганте. Упамћен је и као један од глумаца који су играли у првом Шекспировом делу приказаном у београдском народном позоришту. То је био Млетачки трговац у режији Алексе Бачванског, чија је премијера била 26. новембра 1869. године.

## Приватни живот
Поставши члан Српског народног позоришта, Димитрије упознаје Љубицу (тада Поповић), која је већ била ангажована у овом позоришту и жени се њом. Венчање је обављено на Ђурђевдан 1862, током гостовања Српског народног позоришта у Суботици. Брачни пар Коларовић имао је двоје деце, старију ћерку Зорку, и млађег сина Тиму, који је умро у доби од две и по године. Шездесетих година 19. века породица је са трупом Српског народног позоришта непрекидно била на путу и са двоје мале деце, ломатајући се по банатским, бачким, сремским и славонским друмовима.
Након напуштања позоришта Димитрије је закупио један мали рудник угља у близини Младеновца и ту остао до смрти, коцкајући се са пријатељима и бавећи се ловом. Био је љубимац краља Милана за карташким столом, у лову и на теревенкама. Умро је 27. октобра 1899. године.